# Now, Then & Forever
Albums de Earth, Wind & Fire
Illumination
(2005) Holiday
(2014)
Singles
1. Guiding Lights
Sortie : 28 février 2012
2. My Promise
Sortie : 24 juin 2013

Now, Then & Forever est le vingtième album studio du groupe américain Earth, Wind and Fire, sorti le 10 septembre 2013 chez Legacy Recordings. L'album a atteint la 11e place du Billboard 200 américain et la 6e place du Top R&B/Hip-Hop Albums.

## Contexte et enregistrement
C'est le premier album d'Earth, Wind and Fire sans contribution musicale du fondateur Maurice White, bien qu'il ait ajouté un commentaire dans les notes de pochette de l'album  :

« Alors que la technologie d'aujourd'hui unit le monde entier, il semble parfois que les cœurs des hommes s'éloignent de plus en plus les uns des autres. J'espère que cette musique continuera à lier le passé au futur, en nous rappelant l'amour qui nous unissait à nos ancêtres, à nos descendants et les uns aux autres. »

— Maurice White
Larry Dunn, un ancien membre d'Earth, Wind & Fire, figure en tant que claviériste sur l'album. Une édition de luxe a été couplée à un album de compilation pour Now, Then & Forever,.

## Liste des titres
| No  | Titre                          | Auteur                                                                                                 | Durée |
| --- | ------------------------------ | --- | ----- |
| 1.  | Sign On (Feat. Daniel McClain) | - Philip D. Bailey - Sharlotte Gibson - Austin Jacobs - Daniel McClain - Neal Pogue - Darrin Simpson   | 4:17  |
| 2.  | Love Is Law                    | - Allen Bundy - Lee Hutson, Jr. - Jairus Lemuel-Jada Mozee - Ric'key Pageot - Eric Rousseau - Meg Todd | 4:20  |
| 3.  | My Promise                     | - Siedah Garrett - Jacobs - Simpson                                                                    | 3:22  |
| 4.  | Guiding Lights                 | - Philip D. Bailey - Jacobs - McClain - Simpson                                                        | 6:24  |
| 5.  | Got to Be Love                 | - Philip D. Bailey - Philip J. Bailey - Ralph Johnson - Myron McKinley                                 | 3:41  |
| 6.  | Belo Horizonte                 | - Raymond Crossley - Frederick A. Johnson - Ralph Johnson - Morris O'Connor                            | 1:50  |
| 7.  | Dance Floor                    | - Philip D. Bailey - Sondria Bailey - Justin Panariello                                                | 4:59  |
| 8.  | Splashes                       | - Philip D. Bailey - Panariello                                                                        | 5:21  |
| 9.  | Night of My Life               | - Philip D. Bailey - Jevon McGlory - Panariello                                                        | 4:00  |
| 10. | The Rush                       | - Philip J. Bailey - Larry Dunn - Allee Willis                                                         | 5:07  |

| 11. | My Promise (featuring Omar Sy) | - Siedah Garrett - Jacobs - Simpson | 3:25 |

| 11. | Boogie Wonderland (featuring The Emotions) | - Jon Lind - Allee Willis                    |  |
| 12. | Sing a Song                                | - Al McKay - Maurice White                   |  |
| 13. | September                                  | - Al McKay - M. White - Allee Willis         |  |
| 14. | Let's Groove                               | - Wayne Vaughn - M. White                    |  |
| 15. | Got to Get You into My Life                | - John Lennon - Paul McCartney               |  |
| 16. | After the Love Has Gone                    | - David Foster - Jay Graydon - Bill Champlin |  |

| 13. | Can't Let Go                | - Bill Meyers - M. White - Willis                 |  |
| 14. | Runnin'                     | - M. White - Dunn - Eddie Del Barrio              |  |
| 15. | Shining Star                | - Philip Bailey - Dunn - M. White                 |  |
| 16. | Turn It Into Something Good | - Valerie Carter - James Newton Howard - M. White |  |
| 17. | Power                       | - M. White - Earth, Wind & Fire                   |  |
| 18. | You And I                   | - M. White - Willis - Foster                      |  |
| 19. | Fantasy                     | - M. White - Verdine White - Del Barrio           |  |

## Classements et certifications
| Classement (2013–14)                | Meilleure position |
| ----------------------------------- | ------------------ |
| Allemagne (Media Control AG)        | 55                 |
| Autriche (Ö3 Austria Top 40)        | 75                 |
| Belgique (Flandre Ultratop)         | 171                |
| Belgique (Wallonie Ultratop)        | 121                |
| Corée du Sud (Gaon)                 | 26                 |
| Espagne (Promusicae)                | 96                 |
| États-Unis (Billboard 200)          | 11                 |
| États-Unis (Top R&B/Hip-Hop Albums) | 6                  |
| France (SNEP)                       | 94                 |
| Italie (FIMI)                       | 14                 |
| Japon (Oricon)                      | 34                 |
| Pays-Bas (Mega Album Top 100)       | 35                 |
| Royaume-Uni (UK Albums Chart)       | 25                 |
| Suède (Sverigetopplistan)           | 85                 |

| Classement (2013)                   | Position |
| ----------------------------------- | -------- |
| États-Unis (Top R&B/Hip-Hop Albums) | 80       |

| Région                                | Certification | Ventes/Streams |
| ------------------------------------- | ------------- | -------------- |
| Royaume-Uni (BPI)                     | Or            | 100 000^       |
| ^Mise en rayon selon la certification |               |                |